# Willie James Lyons
Willie James Lyons (5 de diciembre de 1938 - 26 de diciembre de 1980) fue un guitarrista, cantante y compositor de blues estadounidense de Chicago.  Trabajó principalmente en el West Side de Chicago desde finales de la década de 1950 hasta su muerte. Lyons fue acompañante de muchos músicos entre los que se encontraban Luther Allison, Jimmy Dawkins y Bobby Rush. Un artista destacado por derecho propio, el trabajo de Lyon fue influenciado por BB King y Freddie King, T-Bone Walker y Lowell Fulson.  Su único álbum en solitario fue Chicago Woman, grabado en Francia en 1979. 

## Biografía
Nació en Alabama, Estados Unidos.  Según el censo de Estados Unidos de 1940, vivía en Aliceville, Alabama, con sus padres, su hermano y su hermana. 
Se mudó a Chicago, Illinois, a mediados de la década de 1950. En 1971, Willie Kent se instaló en Ma Bea's Lounge en West Madison, Chicago. La banda de la casa se hizo conocida como Sugar Bear and the Beehives, encabezada por Kent (the Sugar Bear) con el guitarrista Willie James Lyons y el baterista Robert Plunkett. Durante los siguientes seis años, esta compañía respaldó a músicos visitantes, como Fenton Robinson, Hubert Sumlin, Eddy Clearwater, Jimmy Johnson, Carey Bell, Buster Benton, John Littlejohn, Casey Jones y Mighty Joe Young. La competente interpretación de la banda de la casa los llevó a grabar un álbum en vivo en octubre de 1975 en Ma Bea's, anunciado como Ghetto. 
En la década de 1970, Lacy Gibson también tocó junto a Lyons en el Poinciana en el West Side.  En octubre de 1977, Lyons tocó en el álbum de Robert "Big Mojo" Elem, Mojo Boogie . 
En diciembre de 1979, tocó la guitarra en el álbum de Johnny "Big Moose" Walker, Going Home Tomorrow. También apareció en el álbum de Lefty Dizz, Somebody Stole My Christmas. Este último fue grabado diez días después del álbum de Walker, pero no se publicó hasta 1980.  El álbum solista de Lyon, Chicago Woman, fue grabado entre el 1 y el 22 de diciembre de 1979 en el Decca Studio, en París, Francia. Los participantes en la grabación fueron Lyons en voz y guitarra, Johnny "Big Moose" Walker tocando el piano con Jimmy Johnson en la segunda guitarra, Robert "Big Mojo" Elem en el bajo y Odie Payne tocando la batería.  Los tres álbumes fueron lanzados en el sello discográfico francés Isabel Records.  Chicago Woman incluyó la reelaboración de Lyon de la canción de Lowell Fulson " Reconsider Baby ",  además de cubrir otros estándares de blues como " Little Red Rooster " y " Hoochie Coochie Man " y " Rock Me Baby ".  Sin embargo, Chicago Woman incorporó tres de las propias composiciones de Lyon; "I've Got Trouble on My Mind", "Groovin' In Paris", además de la canción principal. 
Murió el 26 de diciembre de 1980 en Chicago a la edad de 42  Un obituario de él apareció en la revista Living Blues (número 50) a principios de 1981. 

## Discografía
| Año  | Título        | Sello discográfico | Notas                                                                                     |
| ---- | ------------- | ------------------ | ----------------------------------------------------------------------------------------- |
| 1975 | Ghetto        | MCM Records        | álbum en vivo con una cara de Willie Kent; reeditado en CD en 1998 por Storyville Records |
| 1979 | Chicago Woman | Isabel Records     |                                                                                           |